# T25
Т25 - американський дослідний середній танк, розроблений у 1942 - 1943 роках .

## Історія створення
Після того, як була схвалена програма будівництва серійних танків Т23 в 1943 Артилерійська Технічна Служба (АТС) зажадала переозброїти 50 танків Т23 потужнішими 90-мм гарматами M3  . Такий крок став відповіддю на виникнення важких німецьких танків Pz.Kpfw. VI «Тигр», у яких лобова броня насилу пробивалася бронебійними снарядами короткоствольними 75-мм і 76-мм гарматами, якими були оснащені «Шермани». При цьому роботи розділилися на два напрямки — проект Т25 був аналогом Т23 зі зміненим озброєнням, а проект Т26 відрізнявся потужнішим бронюванням. Спочатку передбачалося, що бойова маса Т25 складе 33,1 тонну, але вже на ранній стадії розробки маса в 36,7 тонн не буде межею. Основна частина навантаження припадала на електричну трансмісію, яку вирішили замінити на гідравлічну трансмісію з перетворювачем моменту, що крутить. Така трансмісія отримала назву Torquematic і згодом успішно стала застосовуватися на серійних танках. Змінені проекти нових танків отримали позначення Т25Е1 та Т26Е1. Разом з тим щоб знизити вартість танків і трудовитрати на їх виробництво було вирішено використовувати два серійних танки Т23 і встановити на них нові башти і нові 90-мм гармати.
Перший прототип танка Т25 (реєстраційний номер 30103053) було зібрано на заводі Chrysler і доставлено до Detroit Tank Arsenal, де його 21 січня 1944 року переправили на Абердинський полігон  . Другий прототип танка було передано військовій комісії на полігоні у Форт Ноксі 29 квітня 1944 року. Випробування першого прототипу Т25 почалися 28 вересня 1944 року, коли вищий пріоритет отримали проекти Т25Е1 і Т26Е1, тому тести стали чистою формальністю  . Щоправда, цьому передувало кілька важливих подій, які суттєво вплинули на розвиток американського танкобудування в останні роки війни. У вересні 1943 року АТС заявила, що армії необхідно поставити 500 танків Т25Е1 та Т26Е1. Але американські танкісти повинні були максимально зблизитися з танками супротивника, щоб ефективно використати озброєння, яке вони мають. Головна роль протитанкового засобу покладалася на винищувач такої М10. Через що Командування сухопутних військ замовило 7000 танків Т25Е1 оснащених 75-мм гарматами і Т26Е1 оснащених 76-мм гарматами як у M10, що зводило всі зусилля зі створення танка з великокаліберним озброєнням до нуля. Лише після висадки в Нормандії стало ясно, що без танків із великокаліберними танковими гарматами американцям доведеться туго. У 1945 році Командування сухопутних військ вимагає переозброїти танки Т25Е1 і Т26Е1 90-мм і 105-мм гарматами. Не чекаючи, поки буде прийнято рішення про переозброєння танків, АТС наказало почати складання 40 Т25Е1 з реєстраційними номерами 30103252 - 30103291. Перші 11 танків були розподілені за різними полігонами : три відправили на Абердинський полігон, два - на полігон у Фенікс і п'ять у Форт Нокс . Усі танки Т25Е1 залишилися США і надалі деякі використовувалися як мета до 1948—1949 років. Після цього всі танки Т25 та Т25Е1 були утилізовані.
| Рік   | Модель | 1     | 2     | 3     | 4     | 5     | 6     | 7     | 8     | 9     | 10    | 11    | 12    | Усього |
| ----- | ------ | ----- | ----- | ----- | ----- | ----- | ----- | ----- | ----- | ----- | ----- | ----- | ----- | ------ |
| 1944  | T25    | 2     |       |       |       |       |       |       |       |       |       |       |       | 2      |
| 1944  | T25E1  |       | 4     | 12    | 15    | 9     |       |       |       |       |       |       |       | 40     |
| Разом | Разом  | Разом | Разом | Разом | Разом | Разом | Разом | Разом | Разом | Разом | Разом | Разом | Разом | 42     |

## Опис конструкції

### Броньовий корпус та башта
Компонування корпусу було класичним. У передній частині танка знаходилося відділення управління, у відділенні управління зліва розташовувалося місце водія, а праворуч - помічника водія. Бойове відділення знаходилося у середній частині танка. Екіпаж танка складався з п'яти осіб: у башта знаходилися місця командира, артилериста та заряджаючого. А у передній частині корпусу знаходилися місця водій та його помічника. Передня частина корпусу була клиноподібною формою. Верхній лобовий був встановлений під кутом 47° і мав товщину 76 мм, а нижній лист був встановлений під кутом 53° і мав товщину 64 мм. Борти корпусу виготовлялися з бронеплит товщиною 51 мм і встановлювалися під кутом 0°. Максимальна швидкість обертання башти, оснащеної ручним чи гідравлічним приводом, становила 24° за секунду. Товщина броні корми танка становила 38 мм. Через велику масу башти корпус довелося посилити поздовжньо ребрами жорсткості  .

### Озброєння
На башту Т25Е1 встановлювалося 90-мм гармата T7 (пізніше перейменована в М1) і спарений з нею 7,62-мм кулемет Браунінг M1919A4 . За початкової швидкості 823 м/с бронебійний снаряд міг би пробити будь-який німецький танк на дистанції до 1000 метрів. Кут вертикального наведення зброї становив від -10 ° до +20 °. На даху башти знаходився штир для встановлення зенітного 12,7-мм кулемета M2HB  .

### Двигун та трансмісія
Моторно-трансмісійне відділення розміщувалося у кормовій частині танка. На Т25 встановлювався бензиновий двигун Ford GAP, який передавав потужність спочатку на електрогенератор, а потім - на два тягові двигуни. Через що зв'язок між силовою установкою та гусеничним рушієм був відсутній. З боків двигуна встановлювалися паливні баки. Система охолодження була виконана у вигляді єдиного блоку, яка включала два вентилятори, що знаходилися на бортах. Крім того, на Т25Е1 встановлювався бензиновий двигун Ford GAF із потужністю 470 л. с., а також гідравлічна трансмісія типу Torquematic  .

### Ходова частина
Ходова частина складалася з трьох візків з двома здвоєними опорними котками, підвіски типу HVSS (горизонтальна спіральна пружина, п'яти підтримуючих роликів, передній направляюче колесо і заднє направляюче колесо цівкового зачеплення, а також з крупнозвенчатой гусениці зробленої з сталевих траків шириною 58  .

## Модифікації
- Т25 - базовий варіант танка з класичним компонуванням. Випущено 2 одиниці.
- Т25Е1 - модифікація T25 із заднім розташуванням моторно-трансмісійного відділення. Випущено 40 одиниць.